# Austrodecidae
Famille
Les Austrodecidae sont une famille de pycnogonides.

## Description
Ce sont des pycnogonides de petite taille, de 1 à 2 mm.

## Liste des genres
Selon PycnoBase :
- Austrodecus Hodgson, 1907
- Pantopipetta Stock, 1963

## Référence
- Stock, 1954 : Papers from Dr. Th. Mortensen's Pacific expedition 1914-1916. LXXVII. Pycnogonida from Indo-West-Pacific, Australian, and New-Zealand waters. Videnskabelige Meddelelser fra Dansk Naturhistorisk Forening, vol. 116, n. 1, p. 1-168.